# Das fehlende Glied in der Kette
Das fehlende Glied in der Kette (Originaltitel The Mysterious Affair at Styles) ist der erste Kriminalroman der britischen Autorin Agatha Christie.
Obwohl Christie den Roman bereits 1916 während ihrer Zeit als Krankenschwester im Ersten Weltkrieg geschrieben hatte, erschien der Roman erst im Oktober 1920 in den USA bei John Lane und am 21. Januar 1921 im Vereinigten Königreich bei The Bodley Head. Die deutsche Erstausgabe erschien 1929 unter dem Titel Das geheimnisvolle Verbrechen in Styles in der Übersetzung von Anna Drawe im Georg Müller Verlag, München.
Es ermitteln Hercule Poirot gemeinsam mit Inspektor Japp.

## Einführung
Lieutenant Arthur Hastings kehrt nach einer Verletzung im Krieg nach England zurück und besucht dort seinen Freund John Cavendish, der mit seiner Frau Mary bei seiner Stiefmutter Emily Inglethorp auf deren geerbtem Gut Styles lebt. Die 70-jährige Emily Inglethorp hat kürzlich den deutlich jüngeren Alfred Inglethorp geheiratet, den die anderen Familienmitglieder nicht ausstehen können und als Erbschleicher betrachten. Weiters gehören zum Haushalt Johns Bruder Lawrence Cavendish, ein erfolgloser Dichter, und Evelyn (Evie) Howard, die langjährige Gesellschafterin von Emily, die eine Verwandte Inglethorps ist, diesen aber dennoch demonstrativ ablehnt. Außerdem gehört zum Umfeld noch die junge Krankenschwester Cynthia, ein Waisenkind, das von Emily unterstützt wird.

## Handlung
Einige Tage nach der Abreise von Miss Howard, die Mrs. Emily Inglethorp in einem Streit mitgeteilt hat, ihr Mann Alfred betrüge sie, hat Mrs. Inglethorp nachts schwere Krämpfe. Doch als die Angehörigen zu ihr wollen, ist ihre Zimmertür verschlossen. Nachdem die Tür aufgebrochen worden ist, vermag Emily Inglethorp nur noch den Namen ihres Mannes zu nennen, bevor sie dahinscheidet. Ihr Mann befindet sich an diesem Tag jedoch außer Haus. Der Giftspezialist Dr. Bauerstein, der zur Zeit des Todes von Mrs. Inglethorp bereits in der Nähe des Hauses war, und der eintreffende Hausarzt Dr. Wilkins vermuten, Mrs. Inglethorp sei an einer Strychnin-Vergiftung verstorben.
In der späteren Gerichtsverhandlung erklärt Dr. Bauerstein, der die Leiche untersucht hat, dass die Vermutungen sich als richtig erwiesen haben. Als bei der Gerichtsverhandlung herauskommt, dass eine Alfred Inglethorp ähnelnde Person in der Ortsapotheke Strychnin gekauft hatte, wird allseits der Witwer Inglethorp verdächtigt, den Mord begangen zu haben. Aber als Japp mit einem Haftbefehl in der Tasche auf Gut Styles kommt, verhindert Hercule Poirot in letzter Minute die Verhaftung Inglethorps, indem er ein Alibi Inglethorps für die Zeit des Besuchs in der Apotheke präsentiert.
Im weiteren Verlauf werden auch Dr. Bauerstein und John Cavendish als Verdächtige verhaftet, doch Hercule Poirot kann schließlich "das fehlende Glied in der Kette" finden und den Mörder benennen: Es ist eben doch Alfred Inglethorp, der den Mord von langer Hand gemeinsam mit seiner Geliebten Evelyn Howard, der Hausdame, geplant hatte. Poirot erklärt, dass er bei der ersten Verhaftung interveniert habe, um zu verhindern, dass Inglethorp wegen seines Alibis für den Strychnin-Kauf im Prozess freigesprochen würde, denn das hätte eine nochmalige Anklage verhindert.

## Personen

### Auf Gut Styles wohnende Personen
- Mrs. Emily Inglethorp, Gutsbesitzerin, und Mr. Alfred Inglethorp, ihr Gatte
- Mr. John Cavendish, Emily Inglethorps Stiefsohn, und Mrs. Mary Cavendish, seine Gattin
- Lawrence Cavendish, John Cavendishs leiblicher Bruder
- Cynthia Murdoch, Tochter verstorbener Freunde von Mrs. Inglethorp, Krankenschwester
- Evelyn Howard, Hausdame auf Gut Styles
- Leutnant Arthur Hastings, Freund Poirots und John Cavendishs
- Dorcas, älteres Hausmädchen
- weitere Bedienstete

### Nebenfiguren
- Dr. Bauerstein, Londoner Giftspezialist deutsch-jüdischer Nationalität, persönlicher Freund von Mary Cavendish
- Mrs. Raikes, Bäuerin, angebliche Geliebte Alfred Inglethorps
- Dr. Wilkins, Hausarzt von Emily Inglethorp

### Ermittler
- Kriminalinspektor James Japp, offiziell ermittelnder Inspektor von Scotland Yard
- Superintendent Summerhaye, ebenfalls ermittelnder Beamter, James Japp übergeordnet
- Hercule Poirot, belgische Ermittlerlegende, gut befreundet mit Arthur Hastings, seine Immigration wurde von Mrs. Inglethorp mitfinanziert

## Hintergrund
Agatha Christie schrieb diesen Roman während des Ersten Weltkriegs, als sie freiwillig als Krankenschwester arbeitete, wie es zu der Zeit auch ihre fiktive Heldin mehrerer Romane, „Tuppence“ Beresford, tat.
Obwohl im Jahr 1916 geschrieben, spielt der Roman 1917, weil die Autorin mehrere Daten mit Wochentagen angibt, anhand derer man der Handlung das passende Jahr zuordnen kann. So schreibt sie zum Beispiel: „Der 16. Juli fiel auf einen Montag.“ oder „Am Dienstag, den 24. Juli …“ Beides gilt nur für das Jahr 1917.
Den Ursprung dieses Romans und auch von Christies langer Karriere als Schriftstellerin sieht man heute in einer Wette in Christies Kindheit mit ihrer Schwester Madge, die wettete, Christie würde es nie zustande bringen, einen Roman zu schreiben. Dies steht auch so im Klappentext des veröffentlichenden Verlages The Bodley Head. Als der Verlag den Roman veröffentlichen wollte, verlangte er eine Veränderung der Aufklärung durch Christie: Die ursprüngliche Aufklärung des Falles während einer Gerichtsverhandlung wurde vom Gericht nach Styles verlegt.
Gewidmet hat Christie den Roman ihrer Mutter, die sie während einer Krankheit als Ablenkung zum Schreiben ermutigt hatte.

## Wissenswertes
- Der Roman wird von Poirots Freund Hastings in der Ich-Perspektive erzählt, ein Grund wahrscheinlich für die Wiederkehr von Hastings in mehreren Poirot-Fällen, obgleich Christie seine Persönlichkeit nicht mochte.
- Die Figur der Cynthia Murdoch weist Parallelen zu Christie selbst auf: Sie arbeitet als Krankenschwester.
- Styles ist auch der Ort, an dem Poirots letzter Fall Vorhang stattfindet.
- Später benannte Christie ihr Haus „Styles“.

## Deutschsprachige Ausgaben
- 1929 Deutsche Erstausgabe: Das geheimnisvolle Verbrechen in Styles. Übersetzung von Anna Drawe. München: Georg Müller[2]
- 1959 Neuübersetzung: Das fehlende Glied in der Kette. Übersetzung von Dorothea Gotfurt. Bern, Stuttgart, Wien: Scherz[3]
- 2003 Neufassung (bis heute verwendet): Das fehlende Glied in der Kette. Neu übersetzt von Nina Schindler. Fischer-Taschenbuch-Verlag (Frankfurt am Main)[4]

## Hörbücher
- 2003 Das fehlende Glied in der Kette (3 CDs). Gekürzte Fassung von Neville Teller. Aus dem Englischen von Tanja Handels. Gelesen von Uwe Friedrichsen. Regie: Sven Stricker. Der Hörverlag (München)[5]
- 2005 Das fehlende Glied in der Kette (5 CDs). Einzige ungekürzte Lesung. Sprecher: Martin Maria Schwarz. Regie: Hans Eckardt. Verlag und Studio für Hörbuchproduktionen (Marburg)[6]

## Verfilmungen
Der Roman wurde in der Fernsehserie Agatha Christie’s Poirot mit David Suchet als Hercule Poirot, Hugh Fraser als Captain Arthur Hastings und Philip Jackson als Chief Inspector Japp verfilmt und als Langfolge zwischen der zweiten und dritten Staffel am 16. September 1990 gesendet. In der deutschen Synchronisation erhielt sie den Titel Eine Familie steht unter Verdacht.
In der französischen Fernsehserie Agatha Christie: Kleine Morde/Mörderische Spiele wurde der Roman sehr frei unter dem Titel Der mysteriöse Fall Styles 2016 (Staffel 2/15) verfilmt.